# Lamprosema brunnealis
Lamprosema brunnealis là một loài bướm đêm trong họ Crambidae.